# Hunyada postruba
Hunyada postruba är en fjärilsart som beskrevs av Swinhoe 1903. Hunyada postruba ingår i släktet Hunyada och familjen tandspinnare. Inga underarter finns listade i Catalogue of Life.